# East Rochester (Pensilvania)
East Rochester es un borough ubicado en el condado de Beaver en el estado estadounidense de Pensilvania. En el año 2000 tenía una población de 623 habitantes y una densidad poblacional de 605.5 personas por km².

## Geografía
East Rochester se encuentra ubicado en las coordenadas 40°41′53″N 80°16′05″O / 40.69806, -80.26806.

## Demografía
Según el censo de 2000, había 623 personas, 283 hogares y 179 familias residiendo en la localidad. La densidad de población era de 601.4 hab./km². Había 293 viviendas con una densidad media de 282.8 viviendas/km². El 95.83% de los habitantes eran blancos, el 3.53% afroamericanos, el 0.64% pertenecía a dos o más razas. El 0.16% de la población eran hispanos o latinos de cualquier raza.